# رولاند هنيغ
رولاند هنيغ (بالألمانية: Roland Hennig) مواليد 19 ديسمبر 1967 في هويرسفيردا، ألمانيا، هو دراج ألماني سابق. سبق أن شارك في دورة الألعاب الأولمبية الصيفية وفاز بميدالية أولمبية.

## الميداليات
| الميدالية | المسابقة                       |
| --------- | ------------------------------ |
| فضية      | الألعاب الأولمبية الصيفية 1988 |

## روابط خارجية
- رولاند هنيغ على موقع أرشيف الدراجات (الإنجليزية)
- رولاند هنيغ على موقع إحصائيات الدراجات الإحترافية (الإنجليزية)
- رولاند هنيغ على موقع أوليمبيديا (الإنجليزية)